# Thierry Noritop
 (mars 2012).
Si vous disposez d'ouvrages ou d'articles de référence ou si vous connaissez des sites web de qualité traitant du thème abordé ici, merci de compléter l'article en donnant les références utiles à sa vérifiabilité et en les liant à la section « Notes et références ».
Thierry Noritop, né à Paris le 5 avril 1955, est un musicien français, compositeur, arrangeur et producteur. 

## Biographie
Après avoir travaillé dans les années 1980 et 1990 sur différents projets notamment avec Bernie Adam, Michel Kricorian, Thierry Sforza, Victor Lee Roy, Don Billiez (Michel Billès), etc. Il a composé dans les années 2000 des albums de musique de relaxation (new age) notamment pour Wagram Music, Hérisson vert et Origins .
C'est également l'un des deux membres fondateurs du groupe electro STEREO formé en 1982, les créateurs du titre devenu culte Somewhere in the night, le second membre étant Bernie Adam chanteur franco-anglais auteur de plusieurs singles dans les années 1980 notamment A movie star et It's over now, sans oublier l'album éponyme Bernie Adam sortie chez WEA Records en 1980 . Le label Minimal Wave basé à New York City a ressorti en LP et CD l'intégralité de STEREO Somewhere in the night en 2008 (sans la face B Stereomania du premier single mais avec un morceau inédit en bonus Lover on the run).
Au cours des années 1980, il crée également et toujours avec Bernie Adam le groupe The Sixties. (Producteur, compositeur-arrangeur)
Dans les années 2000, il a travaillé avec Dominique Verdan et Daniel Finot au sein du groupe Ayuthya ... Et formé un duo avec Daniel Finot, simplement appelé Thierry Noritop & Daniel Finot.
Note : Au début de sa carrière, Thierry Noritop apparaît sous le nom Terry Noritop, sur de nombreux disques et albums, entre autres ceux de STEREO et de The Sixties.
En février 2018, il sort son premier album solo STEREO in SOLO, l'album Somewhere out there incluant Flowers on the moon, Electric city of light, Secret secret & Skytrain.
Octobre 2018, sortie digitale de The XTended versions EP incluant des longues versions des quatre chansons principales de Somewhere out there.
Avril 2019, sortie digitale de Flowers on the moon remixes LP incluant remix de The Frixion, Graflex, Nature of Wires & Fused.
Novembre 2019, sortie digitale de Somewhere in the electric city incluant remix de Mystic Experience, DLeMax, The Frixion, Graflex, Nature of Wires & Fused.
Mars 2020, sortie digitale de TV News EP en duo avec Kay Burden incluant remix de Mystic Experience.
Juin 2020, sortie digitale de Sexy silly girl LP en duo avec Projekt Ich incluant remix de L_iGH_T, People Theatre, Outsized, Elmodic, Blueforge, Diarblack, Vyrtual Zociety, Mark Loodewijk, Faltenhall, Voul, Dark Vanilla, Patrik Kambo, Hoof, The Bear Cave II, Ideophobia, Terrance Pryor & Bloodconnek7ion.
Août 2020, sortie digitale de Sexy silly girl "Madbello remix-edition" EP en duo avec Projekt Ich.
Novembre 2020, sortie digitale de Honey cherie honey EP en duo avec Projekt Ich incluant remix de Monotronic, Noritop, Restriction 9 & Madbello.
Octobre 2021, sortie digitale de M.U.N.T Connection EP Come on, Johnny boy incluant remix de Nature of Wires.
Novembre 2021, sortie digitale de M.U.N.T Connection LP Come on, Johnny boy (The Remix Edition) incluant remix de L_iGH_T, Mind:Code, Cyborgdrive, Patrik Kambo, Klinghaus, Mark Loodewijk, Fingerprinted Cheese, Run Kennedy & V-nerV.
Décembre 2022, sortie digitale de M.U.N.T Connection EP Good guy in town incluant remix de Vence Romance.
Février 2023, sortie digitale de M.U.N.T Connection EP Good guy in town (The Remix Edition) incluant remix de L_iGH_T, Vence Romance & Julian Blaustein.
Avril 2024, STEREO in SOLO sortie digitale de I'll never come back to you avec People Theatre

## Discographie: Stereo
- Somewhere in the night : 7' & 12' single - Carrere  Records (1982)
- No more : 7' & 12' single – CBS Records (1983)
- Black Jack : 12' single – Bernett Records (1985)
- Assembly line : LP – Bernett Records (1985)
- Somewhere in the night : CD, LP & digital download – Minimal Wave Records (2008)
- Back to somewhere : CD, LP & digital download – Stereo Somewhere Records (2015)

## Discographie: Stereo in Solo
- Somewhere out there : CD & Digital - Somewhere in mono Records (2018)
- The XTended version : Digital EP – Somewhere in mono Records (2018)
- Flowers on the moon Remixes : Digital LP - Somewhere in mono Records (2019)
- Electric city of light Remixes : Digital LP - Somewhere in mono Records (2019)
- TV News EP ft Kay Burden : Digital - Somewhere In Mono Records (2020)
- Sexy silly girl LP ft Projekt Ich : Digital - Echozone Records (2020)
- Sexy silly girl "Madbello remix-edition" EP ft Projekt Ich : Digital - Echozone Records (2020)
- Honey cherie honey EP ft Projekt Ich : Digital - Echozone Records (2020)
- I'll never come back to you EP ft People Theatre : Digital - Believe Records (2024)

## Discographie: The Sixties
- Bye : 7' single - RCA Records (1981)
- Baby lie : 7' single - Carrere Records (1983)
- Sorry : 7' & 12' single - Clever - Carrere Records (1984)
- Going Away : 7' single - New Records (1986)
- Best of the Sixties : digital download - Musiques & Solutions (2013)

## Discographie sélective: Thierry Noritop
- Ayuthya : Le miroir des cinq rivières : CD – Origins (2001)
- Musique pour la chambre des grands : CD – Origins (2002)
- Bois et feuilles : CD – Origins (2003)
- Merveilles de l'Inde : CD – Wagram Music (2007)
- Pensée positive : CD - Wagram Music (2007)
- NYC Lounge : Digital download - Bandcamp (2015)
- M.U.N.T Connection : Come on, Johnny boy : Digital - Echozone Records (2021)
- M.U.N.T Connection : Come on, Johnny boy (The Remix Edition) : Digital - Echozone Records (2021)
- M.U.N.T Connection : Good guy in town : Digital - Echozone Records (2022)
- M.U.N.T Connection : Good guy in town (The Remix Edition) : Digital - Echozone Records (2023)